# ماري ماثيوز آدامز
ماري ماثيوز آدامز (بالإنجليزية: Mary Mathews Adams)‏ (23 أكتوبر 1840 في جمهورية أيرلندا - 11 ديسمبر 1902، ريدلاندس في الولايات المتحدة)؛ كاتِبة، مُدرسة وشاعرة أمريكية.